# レユニオン・クレオール語
レユニオン・クレオール語（レユニオン・クレオールご、Réunion Creole、Reunionese Creole、またはbourbonnais）は、レユニオン島で話されるクレオール言語である。話者は600,000人。主にフランス語から、いくつかの用語は他の言語（ヒンディー語、中国語、英語、マダガスカル語）から借用されている。近年多くのグループが、レユニオン・クレオール語のスペリング辞書と文法規則を作ろうとしたが、まだ公式な版はない。そのため、レユニオン・クレオール語は現在発音通りに書かれている。